# Betpouey
Betpouey là một xã thuộc tỉnh Hautes-Pyrénées trong vùng Occitanie tây nam nước Pháp. Khu vực này có độ cao trung bình 1250 mét trên mực nước biển.
Sông Petite Baïse tạo thành một phần ranh giới tây nam thị trấn, sau đó chảy theo hướng bắc qua giữa thị trấn.